# Argyresthia ivella
Argyresthia ivella — вид лускокрилих комах родини Argyresthiidae.

## Поширення
Вид поширений в Європі. Відсутній в Іспанії, Португалії, Італії, на Балканах, Ірландії, Нідерландах та Фінляндії.

## Опис
Розмах крил 10-12 мм.

## Спосіб життя
Метелики літають у липні-серпні. Гусениці живляться пагонами дерев з родів яблуня та ліщина.